# Aedes pogonurus
Aedes pogonurus är en tvåvingeart som beskrevs av Edwards 1936. Aedes pogonurus ingår i släktet Aedes och familjen stickmyggor. Inga underarter finns listade i Catalogue of Life.